# Jenny Montaño
Jenny Marisol Montaño Daza (Sucre, Bolivia; 24 de enero de 1983) es una bioquímica, dirigenta deportiva, política y empresaria boliviana que actualmente ocupa el alto cargo de presidenta del Club Independiente Petrolero desde el 4 de diciembre de 2019 así como también se desempeña en el cargo público de concejal municipal de la ciudad de Sucre en representación de la agrupación política Comunidad Ciudadana desde el 3 de mayo de 2021..

## Biografía
Jenny Montaño nació un 24 de enero de 1983 en la ciudad de Sucre en el departamento de Chuquisaca. Es hija de Abelardo Montaño y Miriam Daza. Desde muy pequeña su padre la llevaba al Estadio Olímpico Patria a mirar los partidos del Club Independiente Petrolero. Posteriormente estudiaría la carrera de bioquímica y desde el año 2009 incursionó en el ámbito empresarial empezando a administrar una pequeña empresa de "catering" y otra empresa dedicada a la renta de automóviles en la capital constitucional de Bolivia.
A finales de la década de 2000, Jenny Montaño contrajo matrimonio con Manuel Grass, el cual era hermano de Juan Carlos Grass, un futbolista que había llegado a jugar en Independiente Petrolero a finales de la década de 1990. Con su esposo Manuel Grass, Jenny Montaño llegó a tener dos hijos; su primera hija nació el año 2006 y su segundo hijo nació en el año 2014.

## Dirigente deportivo
Desde 4 de diciembre de 2019 ocupa el cargo de presidente del Club Independiente Petrolero. Durante su gestión el club logró ascender en diciembre de 2020 a la Primera División de Bolivia y en diciembre de 2021 el club logró obtener el título de campeón en la División Profesional 2021.